# Zimbabwe aux Jeux olympiques d'été de 2004
Le Zimbabwe participe aux Jeux olympiques d'été de 2004 à Athènes. Il s'agit de leur 10e participation à des Jeux d'été.
La délégation zimbabwéenne, composée de 12 athlètes, 9 hommes et 3 femmes, termine avec une médaille d'or, une médaille d'argent et une médaille de bronze, toutes remportées par Kirsty Coventry.

## Liste des médaillés
Kirsty Coventry est la seule médaillée avec une médaille d'or (200 m dos), une médaille d'argent (100 m dos) et une médaille de bronze en natation (200 m quatre nages).

## Engagés par sport
- Athlétisme : Lewis Banda, Abel Chimukoko, Winneth Dube, Brian Dzingai, Young Talkmore Nyongani, Lloyd Zvasiya
- Natation : Kirsty Coventry, Brendan Ashby
- Tennis : Cara Black, Wayne Black, Kevin Ullyett
- Tir : Sean Nicholson